# 시모다 조

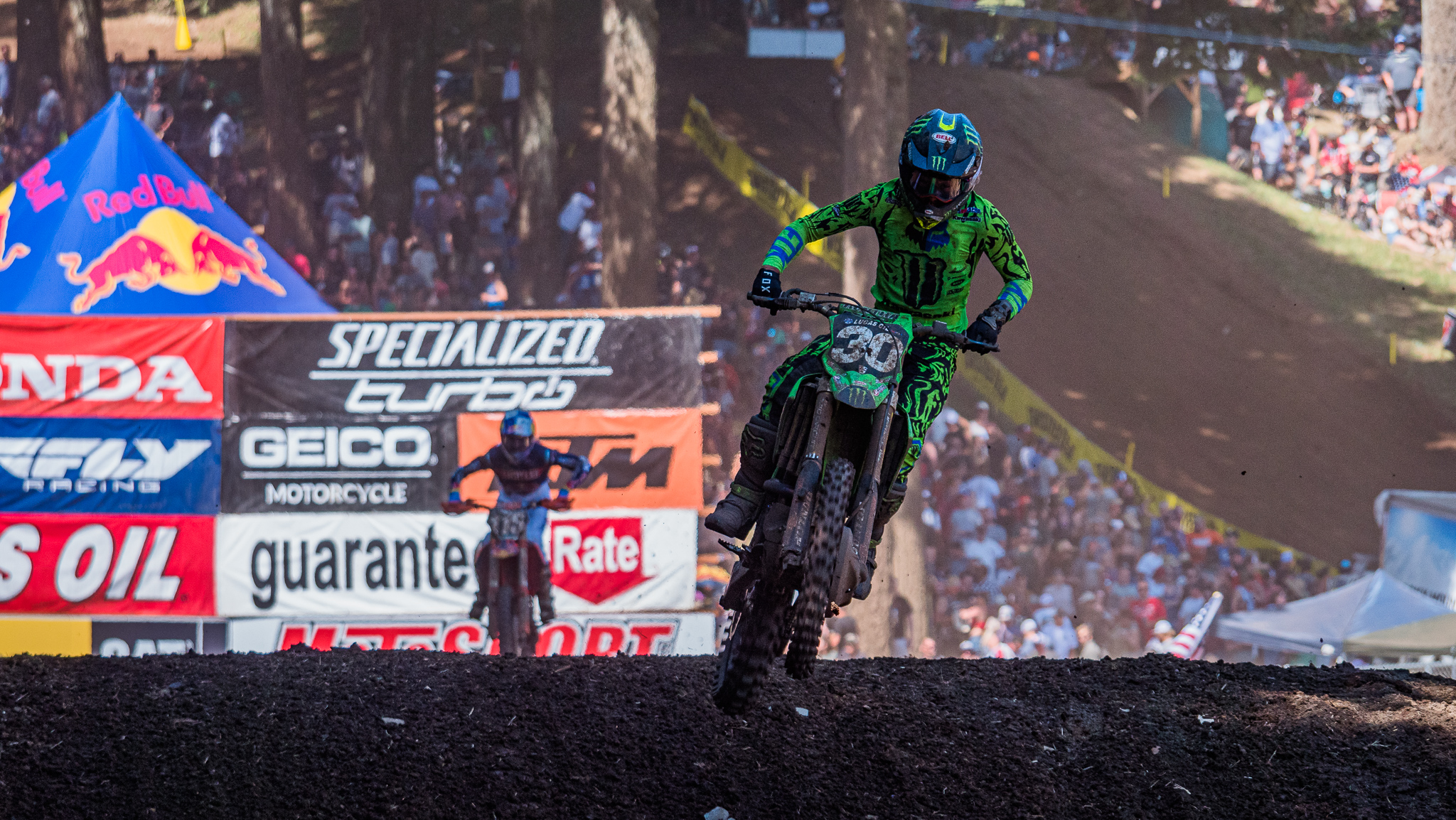
2021년 AMA 모토크로스 챔피언십 워슈걸에서 가와사키·KX250로 달리는 시모다 조

시모다 조(下田丈, 2002년 5월 16일~)는 일본의 모토크로스 선수이다. 미에현 스즈카시 출신이다. 2024년부터 혼다의 팩토리팀인 팀 HRC에 소속하고 있다.